# Слобозія-Медвежа
Слобозія-Медвежа (рум. Slobozia-Medveja) — село в Молдові в Бричанському районі. Входить до складу комуни, центром якої є село Медвежа.
Станом на 2004 рік у селі проживало 47 українців (92%).
| Молдова | Це незавершена стаття з географії Молдови. Ви можете допомогти проєкту, виправивши або дописавши її. |

1. ↑  [https://ro.m.wikipedia.org/wiki/Slobozia-Medveja,_Briceni